# La Tribuna (Perú)
La Tribuna es un periódico peruano que circuló como vocero oficioso del APRA. Su desarrollo corrió en paralelo a las vicisitudes del partido al que respaldo. Sufrió decomisos y embargos de sus ediciones, y sus directores y periodistas sufrieron cárcel y destierro, aunque en esas épocas de represión se siguió publicando clandestinamente. Algunas veces se transformó en semanario.

## Historia
Fue fundado por Manuel Seoane Corrales y Luis Alberto Sánchez, por encargo de Víctor Raúl Haya de la Torre, el líder del aprismo. El mismo Seoane asumió su dirección.
Comenzó a publicarse el 16 de mayo de 1931, con modestos recursos. El contexto fue la campaña electoral de dicho año, en la que Haya de la Torre postuló a la presidencia de la República, compitiendo con el comandante Luis Sánchez Cerro. El triunfador en esas elecciones, realizadas el 11 de octubre de 1931, fue Sánchez Cerro, aunque los apristas nunca reconocieron ese resultado, rechazando como fraudulento el escrutinio oficial realizado por el Jurado Nacional de Elecciones. Tan así que, durante los días 14 al 17 de octubre, La Tribuna anunciaba el triunfo aprista.
Se convirtió en uno de los más importantes diarios populares, debido a sus modernas innovaciones periodísticas, como las portadas informativas con fotos grandes, las columnas de temática sindical y deportiva, las ediciones de suplementos especializados, etc., sentando así un precedente de periodismo ágil y polémico sin perder calidad informativa. 
Su primera etapa duró hasta el 15 de febrero de 1932, fecha en que sufrió el cierre impuesto por el régimen sanchecerrista, en represalia por la tenaz oposición que hacían los apristas desde el Congreso. 
Con la ley de amnistía dada por el presidente Óscar R. Benavides el 9 de agosto de 1933, La Tribuna volvió a editarse y circular libremente. Una tercera etapa de las ediciones legales del diario, abarcó de 30 de octubre de 1933 a 25 de noviembre de 1934.
Luego vino el largo periodo de proscripción del partido aprista, que se prolongó hasta 1945, durante el cual el diario fue editado clandestinamente.
La siguiente etapa legal coincidió con el gobierno de José Luis Bustamante y Rivero, que llegó al poder apoyado por los votos de los apristas, aunque luego estos desencadenaron una radical oposición a dicho gobierno. Fue una época en la que, a decir de Nelson Manrique, el diario se convirtió en un «boletín de loas» hacia su líder Haya de la Torre.  Por su parte, Bustamante, en su libro Tres años de lucha por la democracia en el Perú, ha señalado el papel, para él nefasto, que desempeñaron La Tribuna y otros periódicos apristas, y remite a sus colecciones donde sostiene:  «cualquier lector imparcial podrá descubrir toda la dosis de veneno almacenada en esa tinta de cloaca, todo el desprecio por la verdad que hacían gala sus columnas, adulterando hechos y falseando informaciones». Según Luis Alberto Sánchez «La Tribuna cumplió una labor educativa y, naturalmente, de coordinación entre los militantes que eran perseguidos por sus ex aliados del gobierno de José Luis Bustamante y Rivero». Este periodo culminó el 3 de octubre de 1948, cuando el APRA fue declarado fuera de la ley por Bustamante, a raíz de la revuelta del Callao; poco después sobrevino el golpe de Estado del general Manuel A. Odría, que mantuvo dicha proscripción.
Con la restauración democrática de 1956 y el inicio del segundo gobierno de Manuel Prado Ugarteche, llamado el de Convivencia, La Tribuna volvió a circular libremente. Así se mantuvo durante la Junta Militar de 1962-1963, y en el primer gobierno de Fernando Belaúnde Terry.
En abril de 1970, durante la dictadura del general Juan Velasco Alvarado, La Tribuna dejó de circular. Velasco no recurrió al método directo de la clausura, sino que, aduciendo una deuda impaga que el diario tenía con el Banco de la Nación, lo sumió bajo tal presión económica, que lo obligó finalmente a rematar sus bienes e iniciar un proceso legal de liquidación .
Reapareció de manera no continua con la restauración democrática de 1980 en formato de semanario y su edición impresa y escrita produjo gran interés en el público. Durante el primer y segundo gobierno aprista sirvió como vocero oficioso dejando constancia en la historia de ambos regímenes democráticos y las 150,000 obras de infraestructura que se produjo en su último gobierno, sin perjuicio de la información estadística oficial confrontados con el Ministerio de Economía y Finanzas donde se detalla entre otros aspectos, la generación de empleo sostenido y con salario digno, el desarrollo de una política agrícola que garantizó alimentación y el sostenimiento del mercado, además de disminución objetiva de la pobreza (reducción de 51>% al 27%). Luego sobrevino una etapa de ediciones intermitentes y, actualmente, solo tiene una edición digital.